# Przejściowy Punkt Kontrolny Jaworzynka
Przejściowy Punkt Kontrolny Jaworzynka – nieistniejący obecnie pododdział Wojsk Ochrony Pogranicza wykonujący kontrolę graniczną osób, towarów i środków transportu bezpośrednio w przejściu granicznym na granicy polsko-czechosłowackiej.

## Formowanie i zmiany organizacyjne
W październiku 1945 roku Naczelny Dowódca WP nakazywał sformować na granicy państwowej 51 przejściowych punktów kontrolnych.
Graniczna Placówka Kontrolna Jaworzynka utworzona w 1945 roku jako Drogowy Przejściowy Punkt Kontrolny (PPK Jaworzynka) – III kategorii o etacie nr 8/12 . Obsada PPK składała się z 10 żołnierzy i 1 pracownik cywilny w strukturach 9. Oddziału Ochrony Pogranicza.
Przejściowy Punkt Kontrolny Jaworzynka rozformowany został jesienią 1946 roku.

## Ochrona granicy

### Podległe przejście graniczne
- Jaworzynka-Hrčava.